# Lago Quivu
Quivu (Kivu) é um dos maiores lagos de África. Está situado na fronteira entre a República Democrática do Congo e o Ruanda. O lago Quivu desagua no rio Ruzizi, que segue para o sul e, por sua vez, desagua do lago Tanganica. O lago ficou conhecido como o local onde muitas das vítimas do genocídio de Ruanda em 1994 foram jogadas.
O primeiro europeu a visitar o lago foi o conde alemão Gustav Adolf von Götzen em 1894.

## Ligações externas

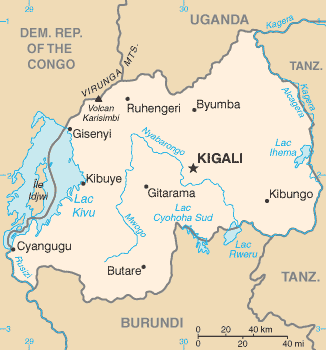
Localização do Quivu no oeste do Ruanda

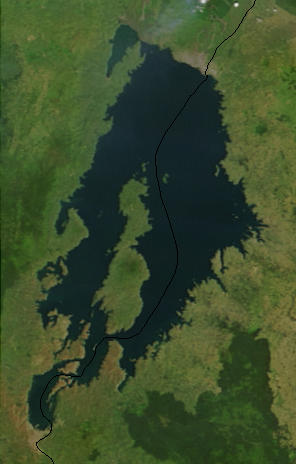
Imagem de satélite do Quivu - NASA

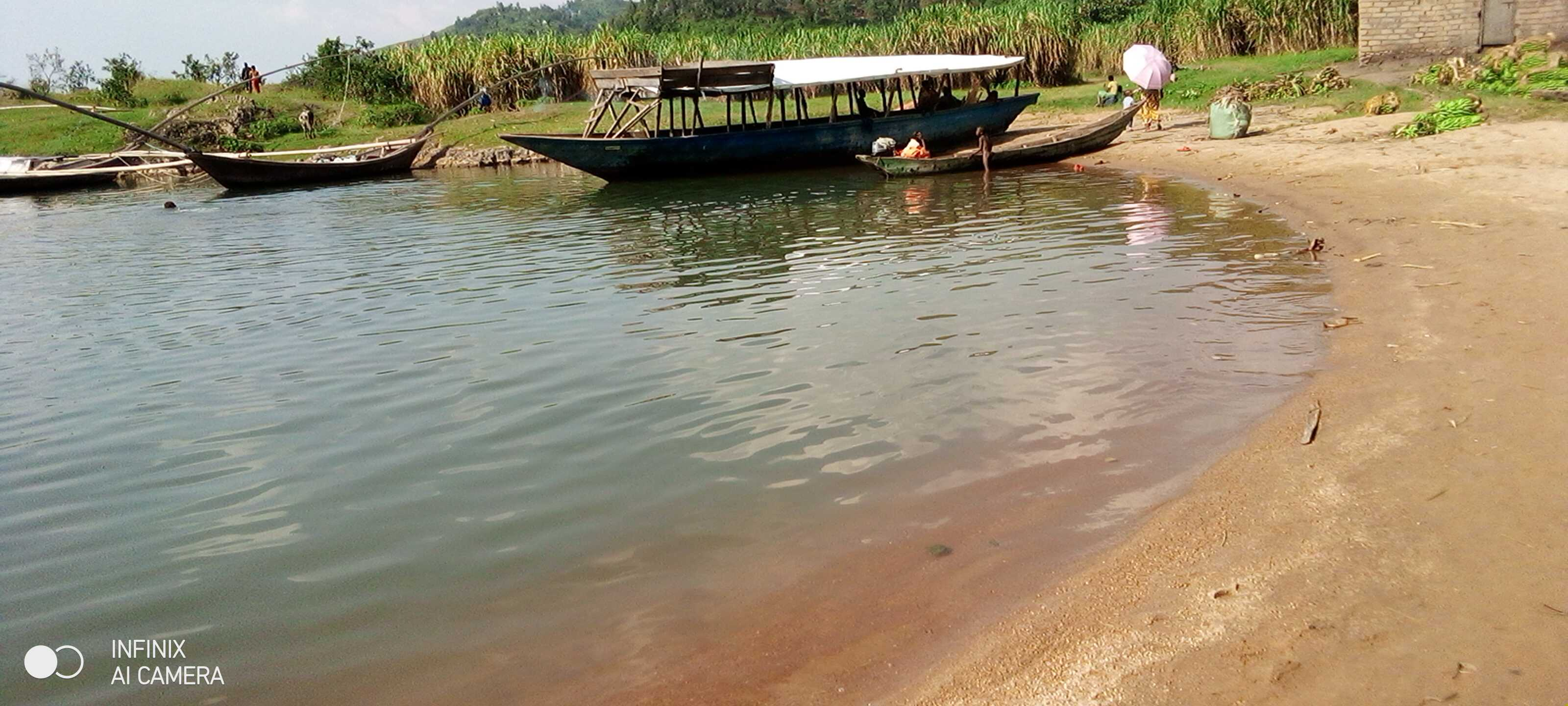
Lago Quivu